# Selenanthias
Selenanthias is een geslacht van straalvinnige vissen uit de familie van zaag- of zeebaarzen (Serranidae).

## Soorten
- Selenanthias analis Tanaka, 1918
- Selenanthias barroi (Fourmanoir, 1982)
- Selenanthias myersi Randall, 1995